# Special Effects
Special Effects (br: Especiais Efeitos) é um filme americano de 1984, escrito e dirigido por Larry Cohen.

## Elenco
- Zoë Lund (Andrea Wilcox / Elaine)
- Kris Evans (Maquiadora)
- Kitty Summerall (Colega de quarto)
- John Woehrle (Executivo do estúdio)
- Heidi Bassett (Assistente de Neville)
- Steven Pudenz (Thomas Wiesenthal)
- Richard Greene (Leon Grushkin)
- Bill Oland (Detetive Vickers)
- Kevin O'Connor  (Detetive Phillip Delroy)
- Brad Rijn (Keefe Waterman)
- Eric Bogosian (Christopher 'Chris' Neville)
- Mike Alpert (Taxista)